# Iglesia de Santa Susana (Schaerbeek)
La iglesia de Santa Susana (en francés Église Sainte Suzanne) es una iglesia católica belga ubicada en Schaerbeek (o Schaarbeek), Bruselas-Capital. Su construcción fue realizada siguiendo el diseño del arquitecto Jean Combaz; inició en 1925 y culminó en 1928.
Inspirada en la iglesia de Nuestra Señora de Le Raincy (Francia), es la primera de las iglesias de Bruselas construidas usando hormigón. Las ventanas son obra de Simon Steger y Jacques Colpaert; la pila bautismal, que data de 1935, es obra de los talleres de arte de Maredsous; el órgano fue construido por Pels de Lierre en 1962 y comprende 27 registros y tres teclados.